# Temple d'Osiris a Abidos
|  | No s'ha de confondre amb el Temple de Seti I a Abidos, també anomenat Temple d'Osiris. |

El temple d'Osiris a Abidos és un temple egipci construït a la ciutat d'Abidos. El temple original data d'època predinàstica, posteriorment diversos faraons el van modificar i reconstruir.
El temple d'Osiris es troba a poc més d'un km al nord de Umm al-Qa'ab a la zona coneguda com a Kom es-Sultan. És un temple de rajoles fet a l'Imperi Antic dedicat al deu Khenty-Amentiu (o Khentiamentiu) deu del culte funerari que després fou associat amb Osiris, deu de la mort amb el qual va acabar fusionat. L'estructura inicial gairebé no es conserva. S'han trobat alguns objectes entre ells una gerra del rei Aha. També són esmentats faraons molt més posteriors com Amenhotep I, Tuthmosis III i Amenhotep III. El temple fou conegut amb el temps com Temple d'Osiris, nom ja consolidat a l'Imperi mitjà quan es feia un festival anyal dedicat al deu. L'estàtua de culte d'Osiris fou traslladada amb la barca sagrada cap a la seva suposada tomba a Umm al-Qa'ab.